# Новозалесье (Чечерский район)
Новозалесье (бел. Новазалессе) — посёлок в Нисимковичском сельсовете Чечерского района Гомельской области Беларуси.

## География

### Расположение
В 19 км на восток от Чечерска, 56 км от железнодорожной станции Буда-Кошелёвская (на линии Гомель — Жлобин), 84 км от Гомеля.

### Гидрография
На севере, в заболоченном месте, начинается река Погоричка (приток реки Покать).

## Транспортная сеть
Транспортные связи по просёлочной, затем автомобильной дороге Светиловичи — Залесье. Деревянные крестьянские усадьбы стоящие вдоль просёлочной дороги.

## История
Основан в начале 1920-х годов переселенцами из соседних деревень на бывших помещичьих землях. В 1931 году организован колхоз. 14 жителей погибли на фронтах Великой Отечественной войны. Согласно переписи 1959 года в составе совхоза «Нисимковичи»(центр — деревня Нисимковичи). Планировка состоит из короткой улицы почти широтной ориентации.

## Население

### Численность
- 2004 год — 12 хозяйств, 22 жителя.

### Динамика
- 1959 год — 126 жителей (согласно переписи).
- 2004 год — 12 хозяйств, 22 жителя.